# Papa Alessandro VIII
Alessandro VIII, nato Pietro Vito Ottoboni (in latino: Alexander PP. VIII; Venezia, 22 aprile 1610 – Roma, 1º febbraio 1691), è stato il 241º papa della Chiesa cattolica dal 1689 alla sua morte.

## Biografia
Pietro Vito Ottoboni nacque a Venezia da Marco Ottoboni, patrizio veneto e cancelliere della Repubblica, e Vittoria Tornielli, ultimo di nove figli. Il casato Ottoboni apparteneva al ceto dei cittadini, ovvero l'alta borghesia, tradizionalmente impiegata nel sistema burocratico veneziano. Il padre stesso era cancelliere grande. Dal 1646 gli Ottoboni facevano parte del patriziato veneziano.

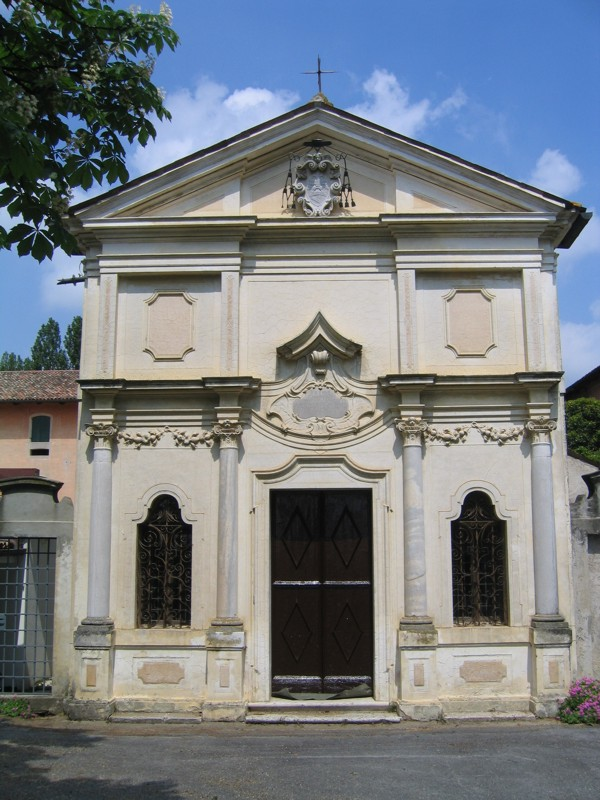
L'oratorio di San Gaetano presso la villa di famiglia a Rustignè di Oderzo.

Il giovane Pietro Vito studiò legge all'Università di Padova. Studente di talento, si laureò all'età di diciassette anni in utroque iure (1627). Nel 1630 si trasferì a Roma, dove probabilmente prese gli ordini sacri. Durante il pontificato di Urbano VIII (1623-1644) fu referendario del Supremo tribunale della Segnatura apostolica, poi governatore, in ordine cronologico, di Terni, Rieti e Spoleto. Dal 1642 fu uditore della Sacra Rota. Su richiesta della Serenissima, nel 1652 fu creato cardinale da Innocenzo X (1644-1655). Sotto Clemente X (1667-69), fu datario della corte pontificia; sotto Innocenzo XI (1676-89) fu inquisitore del Sant'Uffizio.
Partecipò a cinque conclavi votando sempre conformemente al gruppo degli “zelanti”. Dal 1687 fu decano del collegio cardinalizio.

### Cronologia incarichi
- 1630-1638: è referendario del Supremo tribunale della Segnatura apostolica;
- 1638-1640: è governatore di Terni;
- 1640-1641: è governatore di Rieti;
- 1641-1643: è governatore di Spoleto;
- 1643-1652: è uditore della Sacra Rota;
- 7 dicembre 1654 – ante 9 giugno 1664: è vescovo di Brescia (è ordinato vescovo il 27 dicembre dello stesso anno a Roma dal cardinale Marcantonio Bragadin); lascia la diocesi di Brescia per assumere l'incarico di abate commendatario dell'abbazia della Vangadizza;
- 19 febbraio 1652: è creato cardinale diacono;
- 11 marzo 1652: riceve il titolo di San Salvatore in Lauro;
- 15 novembre 1660: riceve il titolo di cardinale presbitero di San Marco;
- 1667-1669: è Datario della Corte Pontificia;
- 1676-1689: è inquisitore; successivamente diventa segretario dell'Inquisizione romana;
- 13 settembre 1677: assume il titolo di Santa Maria in Trastevere;
- 8 gennaio 1680: assume il titolo di Santa Prassede;
- 1º dicembre 1681 - 15 febbraio 1683: opta per l'ordine dei vescovi e diventa vescovo di Sabina (sede cardinalizia);
- 15 febbraio 1683 - 10 novembre 1687: è vescovo di Frascati (sede cardinalizia);
- 10 novembre 1687 - 6 ottobre 1689: è vescovo di Porto (sede cardinalizia);
- 6 ottobre 1689: viene eletto romano pontefice.

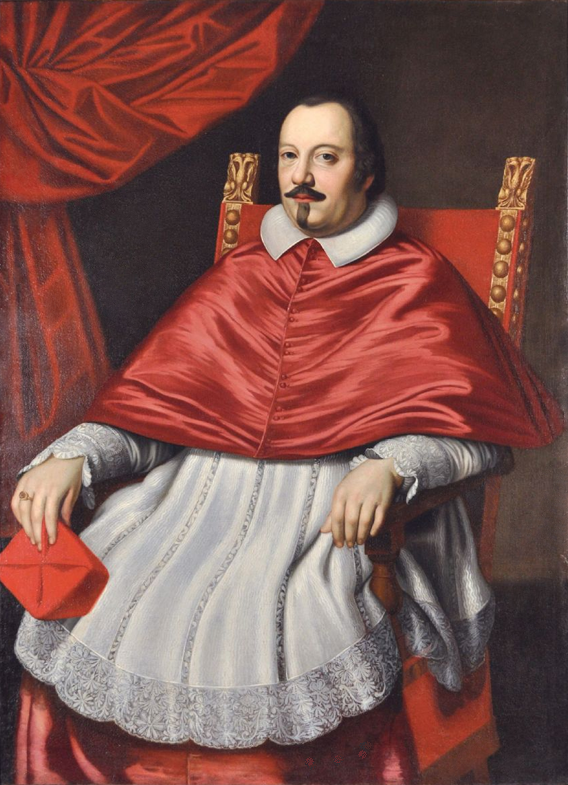
Sassoferrato, cardinale Pietro Ottoboni, futuro papa Alessandro VIII.

### Il conclave del 1689
Alessandro VIII fu eletto pontefice il 6 ottobre 1689 nel Palazzo Vaticano e fu incoronato il 16 ottobre dal cardinale protodiacono Francesco Maidalchini. Salì al Soglio alla tarda età di 79 anni. Prima di lui solo Clemente X (1670-1676) fu eletto a una maggiore età (79 anni e 9 mesi).

Dopo lui nessun papa (fino a tutto il XX secolo) fu eletto a un'età così avanzata.
Il conclave iniziò il 23 agosto; presero parte alla fase finale 51 cardinali. Per la prima volta, sia l'imperatore del Sacro Romano Impero che il re di Francia inviarono a Roma degli ambasciatori straordinari per seguire appositamente le assise. La Spagna pose il veto sul cardinale Lorenzo Brancati di Lauria.
Com'era consuetudine all'epoca, il nuovo pontefice indisse un giubileo straordinario per invocare l'aiuto divino (11 dicembre 1689).

## Il pontificato
- Segretario di Stato: Giambattista Rubini (1689-1691, nominato da Alessandro VIII)
- Vicecancelliere: Pietro Ottoboni (1689-1740)
- Camera apostolica:
  - Camerlengo: Paluzzo Paluzzi Altieri degli Albertoni (1671-1698)[2]
  - Tesoriere: Giuseppe Renato Imperiali (1686-1695)
- Congregazioni
  - Inquisizione: Alderano Cybo-Malaspina (1683-1700)
  - Indice: ...
  - Concilio: Federico Baldeschi Colonna (1675-1691)
  - Riti: Alderano Cybo-Malaspina (1683-1700)
  - Vescovi: Gaspare Carpegna (1675-1714)
  - Consulta: ...
- Tribunali della Curia
  - Penitenziere maggiore: Leandro Colloredo (1688-1709)
  - Prefetto della Segnatura apostolica:
  - Decano della Rota Romana: Jacob Emerix de Matthiis (1686-1699)
- Vicario per la diocesi di Roma: Gaspare Carpegna (1671-1714)

### Relazioni con le istituzioni della Chiesa
- Alessandro VIII vietò la pratica, invalsa nei conclavi, di portar via tavole, tele, funi, ferramenti e altre attrezzature per rivenderle e di spogliare la camera del papa neoeletto di tutte le sue suppellettili per lo stesso scopo (29 novembre 1690)[3]. Inoltre stabilì che per le esequie del pontefice non si potesse spendere più di diecimila ducati[4].
- Il pontefice ripristinò le cariche abitualmente conferite ai congiunti del pontefice che il predecessore Innocenzo XI aveva soppresso[5];
- Nel 1690 ordinò ai padri scolopi di indossare anche le calze[6];
- Nello stesso anno approvò le nuove costituzioni della Congregazione silvestrina[7].

### Decisioni in materia morale
- Il 24 agosto 1690 Alessandro VIII condannò due proposizioni lassiste, delle quali una negava la necessità dell'atto esplicito di amore di Dio e l'altra ammetteva la possibilità del cosiddetto “peccato filosofico” (che alcuni moralisti consideravano distinto dal peccato vero e proprio)[8]; condannò anche 31 proposizioni rigoriste (eccesso morale che si contrapponeva al lassismo), relative alla penitenza, alla giustificazione, alla Vergine, al battesimo e all'autorità della Chiesa (7 dicembre 1690)[8];
- Nello stesso anno condannò l'idea secondo la quale il credente può perfettamente accettare e insegnare una proposizione fondata sul pensiero di Sant'Agostino, a prescindere da una bolla papale. Tale concetto era stato espresso nell'opera Quae sit Sancti Augustini et doctrinae eius auctoritas in ecclesia? (1650) del teologo francese di scuola giansenista Martin de Barcos[senza fonte].

### Missioni
Il 30 marzo 1690 il pontefice pubblicò il breve Animarum saluti, con il quale confermò i diritti dei neofiti nel Sud-est asiatico.

### Relazioni con i monarchi europei

#### Francia
Durante il suo breve pontificato continuarono le dispute sui diritti di regalia e di asilo (questi ultimi detti anche “di quartiere”), apertesi con Clemente X (1670-1676) e rimaste irrisolte durante il pontificato di Innocenzo XI (1676-1689). Alessandro VIII mostrò un carattere determinato come il suo predecessore. Scrisse a re Luigi XIV invitandolo a non fare osservare l'editto del marzo 1682 (noto come i “quattro articoli”); poi scrisse ai vescovi firmatari invitandoli a non osservare le quattro proposizioni. Luigi XIV, dopo un primo diniego, accettò la proposta. Così nel febbraio 1690 la riconciliazione fra Santa Sede e Corona di Francia poté considerarsi cosa fatta. Il re rinunciò spontaneamente ai diritti di quartiere dell'ambasciata francese a Roma e procedette alla restituzione di Avignone e del Contado Venassino. Il pontefice rispose al gesto conciliante di Luigi XIV nominando cardinale un uomo di stretta fiducia del re, Toussaint de Forbin-Janson, e conferendo a Luigi XIV il diritto di nominare i nuovi vescovi di Metz, Toul, Verdun, Arras e Perpignano.
Sulle questioni di fondo, però, nessuno dei due volle cedere. La Santa Sede decise allora di prendere una decisione unilaterale: l'anno seguente il papa pubblicò la costituzione apostolica Inter Multiplices (31 gennaio 1691, preparata il 4 agosto 1690), con la quale annullò tutti gli atti dell'Assemblea episcopale francese del 1682 e gli editti e le dichiarazioni del re relativi alle regalie e ai Quattro articoli. Il pontefice morì appena due giorni dopo, senza avere il tempo di osservare la reazione del re.

#### Altri Paesi
L'elevazione al cardinalato del francese de Forbin-Janson irritò l'imperatore Leopoldo I d'Asburgo; quando il papa creò altri due cardinali francesi (concistoro del 13 novembre 1690), Leopoldo I decise di ritirare il proprio ambasciatore presso la Santa Sede. Alessandro VIII, da parte sua, avversava la politica imperiale: Leopoldo aveva dimenticato la difesa della cristianità contro i Turchi per fare la guerra alla Francia; la sua condotta era aggravata, dal punto di vista del pontefice, dall'alleanza tra il Sacro romano impero e il protestante Regno d'Inghilterra in funzione anti-francese.
Alessandro VIII sostenne la campagna militare della Repubblica di Venezia contro l'Impero ottomano per il controllo della Morea (Peloponneso) e del Mar Egeo (guerra di Morea). Donò viveri per riempire sette cambuse e inviò duemila fanti per la campagna in Albania.

Nel 1689 donò lo stocco pontificio e il berrettone al doge Francesco Morosini.

### Governo dello Stato della Chiesa
Alessandro VIII decise di invertire le politiche economiche del predecessore riducendo la pressione fiscale al fine di aiutare le classi più disagiate. Ma la carità su vasta scala e altre spese (per le guerre contro i turchi) aggravarono la situazione finanziaria dello Stato.

### Patrono di arti e scienze

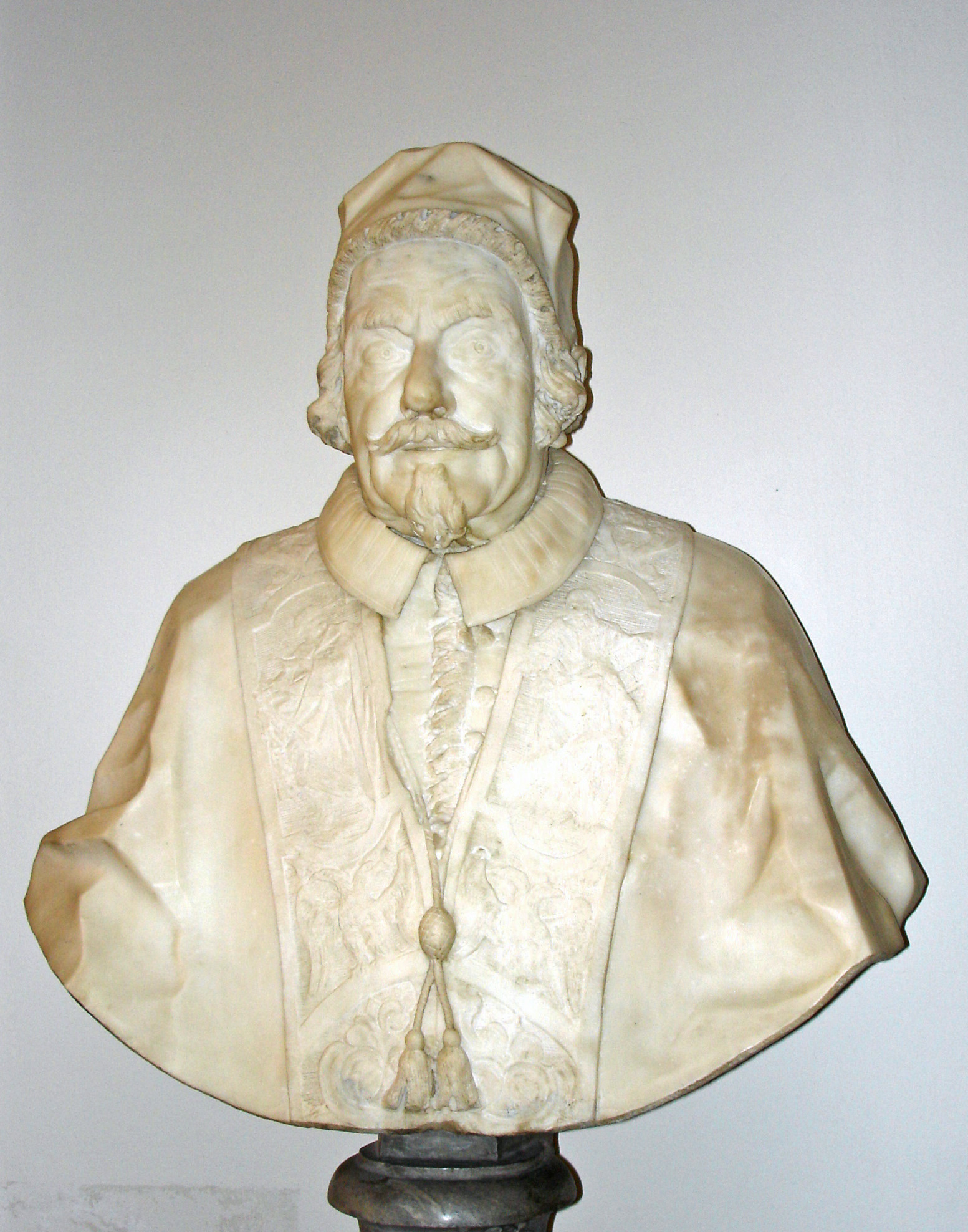
Busto di Alessandro VIII realizzato da Lorenzo Ottoni.

Durante il suo breve pontificato, Alessandro VIII:
- risistemò la famosa fontana dell'Acqua Paola e abbellì la basilica di San Marco Evangelista al Campidoglio, facendo aggiungere la maestosa vasca di marmo bianco realizzata da Carlo Fontana[9];
- conferì alla Biblioteca apostolica vaticana la raccolta dei manoscritti della regina Cristina di Svezia (1690)[10];
- fu patrono dell'artista Francesco Bianchini.

## Morte e sepoltura
Il 16 ottobre 1690, giorno in cui celebrò una messa di canonizzazione, si notò che Alessandro VIII sembrava relativamente pigro e quindi sembrava che si fosse ammalato. Mentre si ipotizzava che potesse aver avuto un piccolo ictus, i suoi dottori suggerirono al papa di riposare, ma non erano sicuri di che cosa esattamente avesse causato la malattia del papa. Il 20 gennaio 1691, il cardinale Toussaint de Forbin-Janson informò il re Luigi XIV che il papa era gravemente malato e il 22 gennaio che le sue condizioni erano peggiorate drasticamente e che suo nipote era pessimista sulle possibilità dello zio. Il 27 gennaio, fu riferito che la gangrena si era manifestata mentre Alessandro VIII incontrava dodici cardinali il 30 gennaio. Alessandro VIII morì alle 16:00 del 1° febbraio 1691, mentre una peste proveniente da Napoli si era diffusa a Roma, infettando il papa e accelerandone la morte.

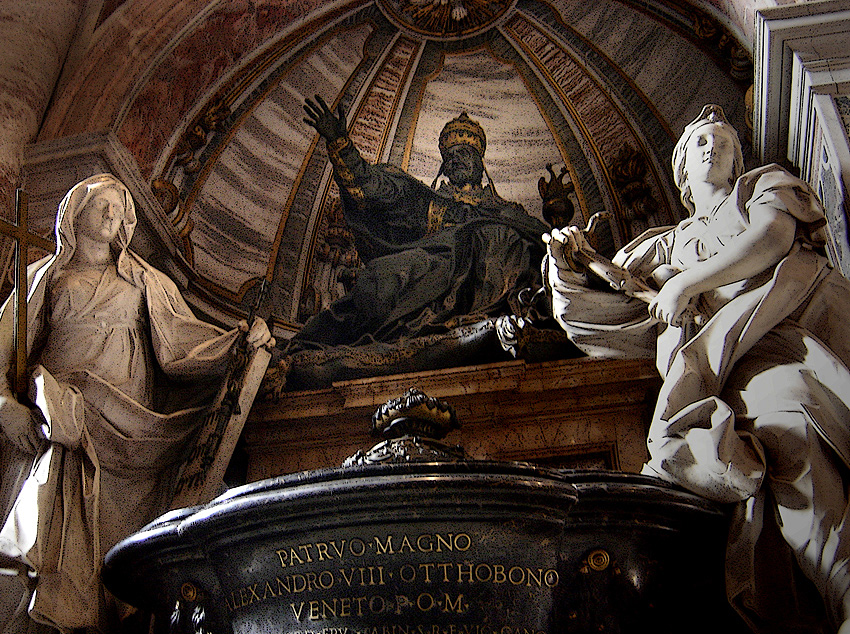
Tomba di Alessandro VIII in San Pietro

La tomba monumentale in San Pietro fu commissionata dal pronipote, il cardinale Pietro Ottoboni, e progettata dal conte Arrigo di San Martino. Il bassorilievo alla base e le figure laterali (1704) furono scolpiti da Angelo De Rossi, mentre la statua in bronzo del papa fu fusa da Giuseppe Bertosi.

## Diocesi erette da Alessandro VIII
- 10 aprile 1690 (bolla Romani Pontificis):
  - diocesi di Pechino (il territorio fu ricavato dalla diocesi di Macao);
  - diocesi di Nanchino (già vicariato apostolico eretto il 17 agosto 1658 da Alessandro VII).

## Concistori per la creazione di nuovi cardinali
Papa Alessandro VIII durante il suo pontificato ha creato 14 cardinali nel corso di 3 distinti concistori.
Alessandro VIII fu l'ultimo papa a perseguire una politica esplicitamente nepotistica.
Nominò cardinale il nipote Pietro Ottoboni, quando questi aveva ventidue anni. Rimane l'ultimo ecclesiastico ad aver ricoperto la carica di cardinal nipote (1689). Anche un nipote per parte materna, Giambattista Rubini, fu creato cardinale (1690).
Nel 1690 Orazio Ludovisi, generale della Chiesa, vendette il ducato di Fiano ad Alessandro VIII, il quale lo regalò a Marco Ottoboni, suo nipote e generale delle galere pontificie, e ai suoi successori.

## Beatificazioni e canonizzazioni del pontificato
Alessandro VIII ha canonizzato cinque beati. L'11 giugno 1690 ha beatificato Cunegonda di Polonia (1224-1292).

## Genealogia episcopale e successione apostolica
La genealogia episcopale è:
- Cardinale Guillaume d'Estouteville, O.S.B.Clun.
- Papa Sisto IV
- Papa Giulio II
- Cardinale Raffaele Sansone Riario
- Papa Leone X
- Papa Paolo III
- Cardinale Francesco Pisani
- Cardinale Alfonso Gesualdo di Conza
- Papa Clemente VIII
- Cardinale Pietro Aldobrandini
- Cardinale Laudivio Zacchia
- Cardinale Antonio Barberini, O.F.M.Cap.
- Cardinale Marcantonio Bragadin
- Papa Alessandro VIII

La successione apostolica è:
- Vescovo Giuseppe Zandemaria (1655)
- Cardinale Carlo Bonelli Ghislieri (1656)
- Arcivescovo Niccolò Carpenia (1657)
- Vescovo Daniele Giustiniani (1664)
- Vescovo Bartolomeo Gradenigo (1667)
- Vescovo Pietro Lion (1667)
- Vescovo Sebastiano Pisani (1668)
- Vescovo Raimondo del Pozzo (1668)

## Albero genealogico
|                                 |   |   | Genitori |  |  | Nonni |  |  | Bisnonni        |  |  | Trisnonni        |  |
|                                 |   |   |          |  |  |       |  |  | Ettore Ottoboni |  |  | Stefano Ottoboni |  |
|                                 |   |   |          |  |  |       |  |  | Ettore Ottoboni |  |  | Stefano Ottoboni |  |
|                                 |   | … |          |  |  |       |  |  | Ettore Ottoboni |  |  |                  |  |
| Marcantonio Ottoboni            |   |   |          |  |  |       |  |  | Ettore Ottoboni |  |  |                  |  |
|                                 |   | … | …        |  |  |       |  |  |                 |  |  |                  |  |
|                                 |   | … | …        |  |  |       |  |  |                 |  |  |                  |  |
|                                 |   | … | …        |  |  |       |  |  |                 |  |  |                  |  |
| Marco Ottoboni, patrizio veneto |   | … |          |  |  |       |  |  |                 |  |  |                  |  |
|                                 |   | … | …        |  |  |       |  |  |                 |  |  |                  |  |
|                                 |   | … | …        |  |  |       |  |  |                 |  |  |                  |  |
|                                 |   | … | …        |  |  |       |  |  |                 |  |  |                  |  |
| Dianora Basalù                  |   | … |          |  |  |       |  |  |                 |  |  |                  |  |
|                                 |   | … | …        |  |  |       |  |  |                 |  |  |                  |  |
|                                 |   | … | …        |  |  |       |  |  |                 |  |  |                  |  |
|                                 |   | … | …        |  |  |       |  |  |                 |  |  |                  |  |
| Alessandro VIII                 |   | … |          |  |  |       |  |  |                 |  |  |                  |  |
|                                 | … | … |          |  |  |       |  |  |                 |  |  |                  |  |
|                                 | … | … |          |  |  |       |  |  |                 |  |  |                  |  |
|                                 | … | … |          |  |  |       |  |  |                 |  |  |                  |  |
| …                               | … |   |          |  |  |       |  |  |                 |  |  |                  |  |
|                                 |   | … | …        |  |  |       |  |  |                 |  |  |                  |  |
|                                 |   | … | …        |  |  |       |  |  |                 |  |  |                  |  |
|                                 |   | … | …        |  |  |       |  |  |                 |  |  |                  |  |
| Vittoria Tornielli              |   | … |          |  |  |       |  |  |                 |  |  |                  |  |
|                                 |   | … | …        |  |  |       |  |  |                 |  |  |                  |  |
|                                 |   | … | …        |  |  |       |  |  |                 |  |  |                  |  |
|                                 |   | … | …        |  |  |       |  |  |                 |  |  |                  |  |
| …                               |   | … |          |  |  |       |  |  |                 |  |  |                  |  |
|                                 |   | … | …        |  |  |       |  |  |                 |  |  |                  |  |
|                                 |   | … | …        |  |  |       |  |  |                 |  |  |                  |  |
|                                 |   | … | …        |  |  |       |  |  |                 |  |  |                  |  |
|                                 |   | … |          |  |  |       |  |  |                 |  |  |                  |  |